# Loxioda coniventris
Loxioda coniventris là một loài bướm đêm trong họ Noctuidae.